# Neokora
Neokora is het 39ste stripalbum uit de Thorgal-reeks. Het wordt voor het eerst uitgegeven bij Le Lombard in 2021. Het album is getekend door F. Vignaux met scenario van Yann. Uitzonderlijk telt het 56 pagina's in plaats van de gewoonlijke 48. Met dit album lijkt een nieuw cyclus te zijn begonnen die draait om Noor, een overlevende van het Sterrenvolk in Slive's schip. 

## Het verhaal
De boot van Thorgal, Joland en Wolvin bevindt zich in een erg slechte conditie. Op zee komen ze een groter schip tegen dat behekst blijkt te zijn. Als ze het gevaar geneutraliseerd hebben blijkt dat de bemanning op een persoon na dood of verdwenen te zijn. De overlevende is Arisön.
Thuis blijkt dat Aarcia en  alle bewoners van het dorp betoverd zijn. Kriss van Valnor en Aniël blijken hier achter te zitten. Om Aaricia en de dorpsbewoners te redden hebben Thorgal en Jolan geen andere keuze dan terug te keren naar het eiland van de bevroren zeeën. Hun doel wordt het ruimteschip van Slive waar alles mee begon. 